# Rovėja
Rovėja je řeka 3. řádu na severu Litvy, v Panevėžyském kraji, protéká okresem Biržai. Rovėja pramení 4 km na východ od městečka Papilys. Je to pravý přítok Apašči, do které se vlévá 22,5 km od jejího ústí do Nemunėlisu, u vsi Juodeliai, 6 km na severoseverozápad od okresního města Biržai. Teče převážně na severozápad, pouze konec dolního toku směřuje k západu. Řeka je v historických pramenech zmiňována již od roku 1416. U Garšviů protéká rybníkem. Roční průtok je rozložen takto: jaro - 47 %, léto - 10 %, podzim 24 %, zima - 19 %. Ve velmi krutých zimách řeka místy zamrzá až ke dnu. Roční výkyv hladiny dosahuje 1,6 m. V okolí Rovėji jsou dolomity. Lidé je zde používají k pálení vápna, na štěrk a podobně. Vysoký výskyt dolomitů podmiňuje hojné krasové jevy, zejména v kraji pověstné množství propadů, které se zde nazývají smegduobė.

## Přítoky
Levé:
| Hydrologické pořadí | Řeka                                        | Délka (km) | Povodí (km²) | Vzdálenost od ústí (km) | Ústí kde          | Koordináty ústí                  |
| ------------------- | ------------------------------------------- | ---------- | ------------ | ----------------------- | ----------------- | -------------------------------- |
| 42010592            | Kubilių upelis                              | 5,4        | 13,1         | 26,7                    | Garšviai          | 56°8′29″ s. š., 24°57′32″ v. d.  |
| 42010624            | Margeniškis                                 | 5,6        | 6,5          | 18,6                    | Būginiai          | 56°11′44″ s. š., 24°55′26″ v. d. |
| 42010625            | R - 1 (Upelis)                              | 5,3        | 4,1          | 16,3                    |                   | 56°12′37″ s. š., 24°54′22″ v. d. |
| 42010626            | Gylė                                        | 6,9        | 7,6          | 14,4                    | Vinkšniniai       | 56°13′14″ s. š., 24°53′15″ v. d. |
| 42010628            | kanál Žirgeliškių kanalas neboli Žirglaukis | 7,1        | 6,2          | 12,6                    | Vinkšniniai       | 56°13′56″ s. š., 24°52′2″ v. d.  |
| 42010629            | Obelaukis                                   | 9,3        | 14,0         | 7,1                     | Ubiškiai/Medikiai | 56°15′31″ s. š., 24°48′32″ v. d. |
| 42010633            | Lyglaukių griovys neboli Varnupys           | 11,4       | 13,3         | 3,3                     | Braškiai          | 56°15′48″ s. š., 24°46′0″ v. d.  |

Pravé:
| Hydrologické pořadí | Řeka       | Délka (km) | Povodí (km²) | Vzdálenost od ústí (km) | Ústí kde  | Koordináty ústí                  |
| ------------------- | ---------- | ---------- | ------------ | ----------------------- | --------- | -------------------------------- |
| 42010588            | Lakštalaža | 4,7        | 6,4          | 32,6                    |           |                                  |
| 42010591            | R - 4      | 4,0        | 3,5          | 29,8                    |           |                                  |
| 42010594            | Garšva     | 8,7        | 12,9         | 26,1                    | Garšviai  | 56°8′44″ s. š., 24°57′22″ v. d.  |
| 42010597            | Suslikas   | 6,0        | 6,0          | 24,6                    |           |                                  |
| 42010598            | Serbenta   | 9,1        | 35,2         | 21,8                    | Ageniškis | 56°10′24″ s. š., 24°56′5″ v. d.  |
|                     | Upelis     |            |              |                         | Būginiai  | 56°11′7″ s. š., 24°55′57″ v. d.  |
| 42010623            | Karvelupis | 5,6        | 8,3          | 19,1                    | Būginiai  | 56°11′31″ s. š., 24°55′40″ v. d. |
| 42010632            | R - 2      | 2,4        | 2,1          | 4,6                     |           |                                  |

## Jazykové souvislosti
Obecné jméno rovėja v litevštině znamená ženu ze zemědělství, vytrhávající ze země nejčastěji len, případně plevel.